# Ватрогасна касарна у Сенти
Ватрогасна касарна у Сенти саграђена је 1904. године. Као споменик културе, сврстана је у категорију споменика од великог значаја.
Зграду ватрогасне касарне у Сенти пројектовао је мађарски архитекта, Бела Лајта (мађ.Béla Lajta), један од најбољих следбеника чувеног мађарског архитекте Еден Лехнера (мађ.Ödön Lechner).

## Изглед зграде
Изграђена је у сецесионистичком стилу, са елементима мађарске народне уметности и сматра се ремек делом комбиновања мађарске сецесије и народног грађевинарства. Целину чине три павиљона - два су на уличној регулационој линији, а трећи у дворишту. На уличном фронту, између два идентична осовински постављена павиљона, налази се капија. Ова два павиљона намењена су за канцеларију председника, салу за седнице, салу за забаву, библиотеку и читаоницу. У дворишту је строже конципирана зграда. У њој се налазе кабинети, спаваоне, спремиште машина, осматрачница и трпезарија. Магацин је сасвим позади, иза ових зграда.
Зграда је декорисана у малтеру и хармонично колорисана. Све функционалне апликације на згради, попут олука, израђене су по пројекту и уникатно занатски изведене.
Конзерваторски радови су изведени 1965, 1992. и 2005. године.

## Галерија
- Детаљи на крову
- Дворишна зграда
- Један од павиљона са уличне стране
- Улаз у павиљон